# Kurt Böhme
Kurt Böhme (Dresden, 5 de maio de 1908 — Munique, 20 de dezembro de 1989) foi um baixo alemão. Notabilizou-se pela sua interpretação de Barão Och em Der Rosenkavalier, de Richard Strauss.

## Vida
Kurt nasceu em Dresden, Alemanha, onde ele estudou com Adolf Kluge no Conservatório de Dresden. Fez sua estréia profissional em 1930 em Bautzen como Kaspar, um de seus personagens mais importantes. De 1930 até 1950 foi membro da Ópera Estatal de Dresden, em 1949 tornou-se membro da Ópera Estatal de Munique, e em 1955 da Ópera Estatal de Viena. Nas décadas de 1950 e 1960, tornou-se conhecido mundialmente por seus talentos como ator, interpretando o bufão do Barão Ochs (mais de 500 apresentações) e também os 'pesados': Kaspar (1954 com Wilhelm Furtwängler), Fafner (1958–1964 com Georg Solti) e "Matteo" em Fra Diavolo (Dresden, novembro de 1944). 
Seu repertório cresceu para 120 papéis, incluindo uma impressionante lista de estreias que incluem Arabella (1933) e Die schweigsame Frau (1935) de Richard Strauss, Romeo und Julia (1940) e Die Zauberinsel (1942) de Heinrich Sutermeister, Irische Legende (1955) de Werner Egk, Schule der Frauen (1957) de Rolf Liebermann e Sim Tjon (1972) de Isang Yun.
Ele pode ser ouvido em vários CDs e visto em vídeo apenas falando (gravado quando ele tinha 75 anos): o Terceiro Sacerdote em The Magic Flute (uma performance da Ópera do Estado Bávaro, 1983, regida por Wolfgang Sawallisch e com Lucia Popp, Francisco Araiza e Kurt Moll). Uma de suas primeiras apresentações gravadas, quarenta e dois anos antes (1941), foi no papel do Orador do Templo da Sabedoria na mesma ópera.

## Discografia (seleção)
- Der Fliegende Holländer: Daland: Kurt Böhme, Senta: Helene Werth, Erik: Bernd Aldenhoff, Mary: Res Fischer, Steuermann: Helmut Krebs, Holandês: Hans Hotter - Coro e Orquestra Sinfônica da Rádio do Norte da Alemanha - Wilhelm Schüchter - Hamburgo 1951
- Die Entführung aus dem Serail: Erika Köth (Konstanze), Lisa Otto (Blonde), Rudolf Schock (Belmonte), Murray Dickie (Pedrillo), Kurt Böhme (Osmin), Hannsgeorg Laubenthal (Bassa Selim), Coro da Ópera Estatal de Viena, Filarmônica de Viena, George Szell
- Smetana: Die verkaufte Braut, Barry McDaniel, Cvetka Ahlin, Melitta Muszely, Martti Talvela, Ruth Hesse, Rudolf Schock, Kurt Böhme; Coro e Orquestra da Deutsche Oper Berlin, Maestro: Heinrich Hollreiser
- Peter Cornelius: Der Barbier von Bagdad, com Rudolf Schock, Anny Schlemm, Kurt Böhme, maestro: Joseph Keilberth, Colônia 1951
- Der Rosenkavalier: Maria Reining, Kurt Böhme, Sena Jurinac, Alfred Poell, Hilde Güden, Judith Hellwig, László Szemere, Hilde Rössel-Majdan, Harald Pröglhöf, William Wernigk; Maestro: Hans Knappertsbusch, Coro da Ópera Estatal de Viena, Filarmônica de Viena, Viena 1955